# Acid Test
Acid Tests of The Kool-Aid Acid Tests zijn individualistische, psychedelische feesten, die in het hippietijdperk werden georganiseerd door auteur Ken Kesey en de Merry Pranksters.
De Acid Tests werden gekenmerkt door fluorescerende verf, lichtshows en het overmatig gebruik van de drug LSD (acid), waar de feesten dan ook naar zijn vernoemd. Ook muziek was een erg belangrijk onderdeel van de feestelijkheden; Grateful Dead was vrijwel permanent te gast. Sommigen zagen de feesten als test of mensen de hallucinogene LSD konden verdragen, en dat werd ook gesuggereerd door de subtitel "Can you pass the acid test?". Dit was echter niet de opzet van het fenomeen. 
De allereerste Acid Test werd gehouden op 27 november 1965 in het huis van Ken Babbs, in de buurt van Santa Cruz. Allen Ginsberg droeg hindustaanse gedichten voor, Neal Cassady rapte en Augustus Owsley Stanley III verzorgde de gratis LSD, verpakt in rode capsules. Grateful Dead, toen nog 'The Warlocks' geheten, maakte muziek die geheel in de stijl van R&B lag. Na nog drie Acid Tests, besloot Ken Kesey zijn Merry Pranksters tot stoppen te manen. Kesey vond dat het feest te groot was geworden, en te veel 'bad vibes' met zich meedroeg. Er werd echter geen gehoor gegeven aan Keseys oproep: nog vele Tests zouden volgen. 
Gedurende de gehele hippieperiode bleven de Acid Tests voortbestaan. Een enkele keer inspireerde het idee van de Tests andere groepen voor soortgelijke feesten.